# Podunk
Podunk (ou Podunk Hollow en anglais américain) désigne ou décrit une ville insignifiante, isolée, voire complètement fictive. Ces termes sont souvent utilisés en tant que pantonyme, pour indiquer une insignifiance et un manque d'importance,.

## Étymologie
Le mot podunk est d'origine algonquienne. Il désignait à la fois le peuple Podunk et les zones marécageuses, en particulier le peuple du village nordique situé à la frontière entre l'actuel East Hartford et le South Windsor, dans le Connecticut. Podunk est défini pour la première fois dans un dictionnaire national américain en 1934, comme une petite ville imaginaire considérée comme typique de la monotonie placide et du manque de contact avec les progrès du monde,,,. C'est un peu l'équivalent anglais de Pétaouchnok ou Trifouillis-les-Oies.

## Lieux nommés Podunk aux États-Unis
- Dans le cartoon de 1944 Going Home, le soldat Snafu revient de la Seconde Guerre mondiale et rentre dans sa ville natale de Podunk.